# Itacyzm
Itacyzm (od gr. eta, „litera eta”) – proces fonetyczny polegający na zwężeniu długiego /E/ otwartego (oznaczanego w języku greckim literą eta) i ujednoliceniu się jej z samogłoską /I/. W nowogreckim „η”, „υ”, „ει”, „οι”, „ηι”, „υι" wymawiane są jako „i”. „Hoi polloi” wymawiane jest jako „i polli”. 
W wyniku tego nazwa litery Η („eta”) zaczyna brzmieć „ita” i stąd nazwa procesu. 
Itacyzm dotyczy przede wszystkim języka greckiego. Początki tego procesu sięgają epoki klasycznej (V w. p.n.e.), w pełni rozwinął się on w epoce hellenistycznej i rzymskiej (III w. p.n.e. – V w. n.e.), a zakończył w epoce bizantyjskiej (V-XV w. n.e.). W jego wyniku samogłoska Ι (jota) zastąpiła nie tylko długie Η („eta”), lecz także dyftongi /EI/, /OI/ oraz samogłoskę /Υ/.
Itacyzm stał się przyczyną popełniania błędu izofonii.